# Přístav (seriál)
Přístav je český seriál vysílaný v letech 2015–2017 na televizi Prima. Seriál volně navazuje na Svatby v Benátkách. Děj se zaměřuje na postavu Marka Skály, který chce nalézt ve svém životě klid a změnit svůj život od základu. Marek je bývalý hokejista a i bývalý tělocvikář a se svým kamarádem z dětství Romanem Marešem se rozhodne znovu zprovoznit opuštěnou hospodu Přístav v chatové osadě Zátoka. První série s celkovým počtem 32 dílů běžela na hlavním kanále televize Prima až do prosince 2015. Od 4. ledna 2016 stanice Prima spustila 33. dílem 2. sérii. Od 10. týdne roku 2016 byl seriál Přístav v pondělí a ve středu nahrazen seriálem Ohnivý kuře a Přístav byl od 11. března 2016 vysílán v pátek.
Seriál byl nominován na Českého lva v kategorii Nejlepší dramatický televizní seriál, ale cenu nezískal.

## Obsazení
| Martin Dejdar        | Marek Skála        |
| Filip Blažek         | Roman Mareš        |
| Vanda Hybnerová      | Tereza Skálová     |
| Sandra Černodrinská  | Johana Skálová     |
| Petr Čtvrtníček      | Radim Pátek        |
| Kateřina Hrachovcová | Milena Hrdá        |
| Pavel Řezníček       | José Pivoda        |
| Martin Zounar        | Pepa Krupička      |
| Jitka Schneiderová   | Pavlína Krupičková |
| Norbert Lichý        | Herbert Ouško      |
| Kristýna Kociánová   | Ivana Braunová     |
| Olga Želenská        | Lily Braunová      |
| Petr Vágner          | Leoš Černoch       |
| Václav Jiráček       | Míra Šimáček       |
| Petr Lexa            | Petr Dvořák        |
| Hana Gregorová       | Libuše Drozdová    |
| Ladislav Potměšil    | Alois Drozd        |
| Bohumil Klepl        | Stanislav Jonáš    |
| Zuzana Slavíková     | Arleta Říčanová    |
| Jan Szymik           | Jarda              |
| Natálie Grossová     | Linda Jonášová     |
| Petr Klimeš          | Miloš Černoch      |
| Alžběta Stanková     | Jana Koblížková    |
| Roman Mrázik         | Pišta Šándor       |
| Radim Novák          | Pavel Císař        |
| Jan Přeučil          | Karel Braun        |
| Jakub Štěpán         | Lukáš Smetana      |
| Pavel Kříž           | Viktor Drtina      |
| Jakub Kohák          | Adam Drak          |
| Marek Lambora        | Martin Pátek       |